# Rue Xavier-Privas
La rue Xavier-Privas est une voie située dans le quartier de la Sorbonne du 5e arrondissement de Paris, en France.

## Origine du nom
Elle doit son nom actuel à Antoine Paul Taravel, dit Xavier Privas (1863-1927) qui fut un poète et chansonnier.

## Situation et accès
La station de métro la plus proche de la rue Xavier-Privas est Saint-Michel.

## Historique
D'abord nommée Rue Orillon, cette rue  fut toujours considérée comme insalubre (depuis au moins le XIIIe siècle) d'où son ancien nom « rue Zacharie », également écrit « Sac à lie »ou « Sacalie », puis « rue des Trois-Chandeliers ». 
Vers 1280-1300, elle est citée dans Le Dit des rues de Paris, de Guillot de Paris, sous la forme « rue Sacalie ».
Le cartographe et historien Jaillot mentionne que le prieur de Saint-Martin-des-Champs nomme une maison « Sacalie », donnant le nom à la rue.
Selon l'historien Jacques Hillairet, la rue est nommée « rue des Deux-Bouticles » (pour boutiques), au XIVe siècle.
Elle est citée, pour une partie, sous le nom de « rue des Trois chandeliers » et pour une autre partie sous le nom de « rue Zacharie » dans un manuscrit de 1636.

## Bâtiments remarquables et lieux de mémoire
Rue très touristique dans sa partie entre la rue Saint-Séverin et la rue de la Huchette, la rue Xavier-Privas comporte de nombreuses échoppes, bars et restaurants.

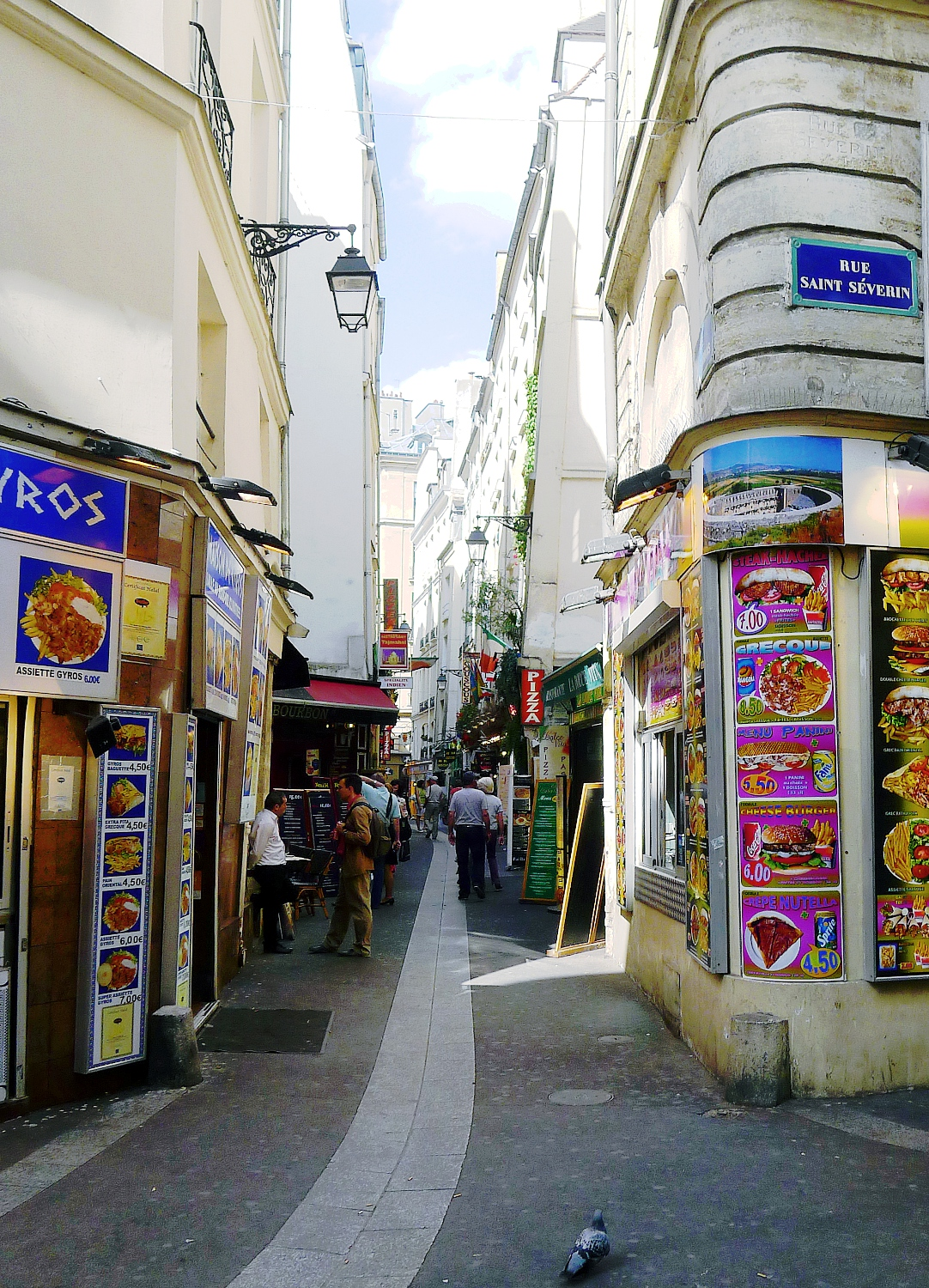
Début de la rue, rue Saint-Séverin.
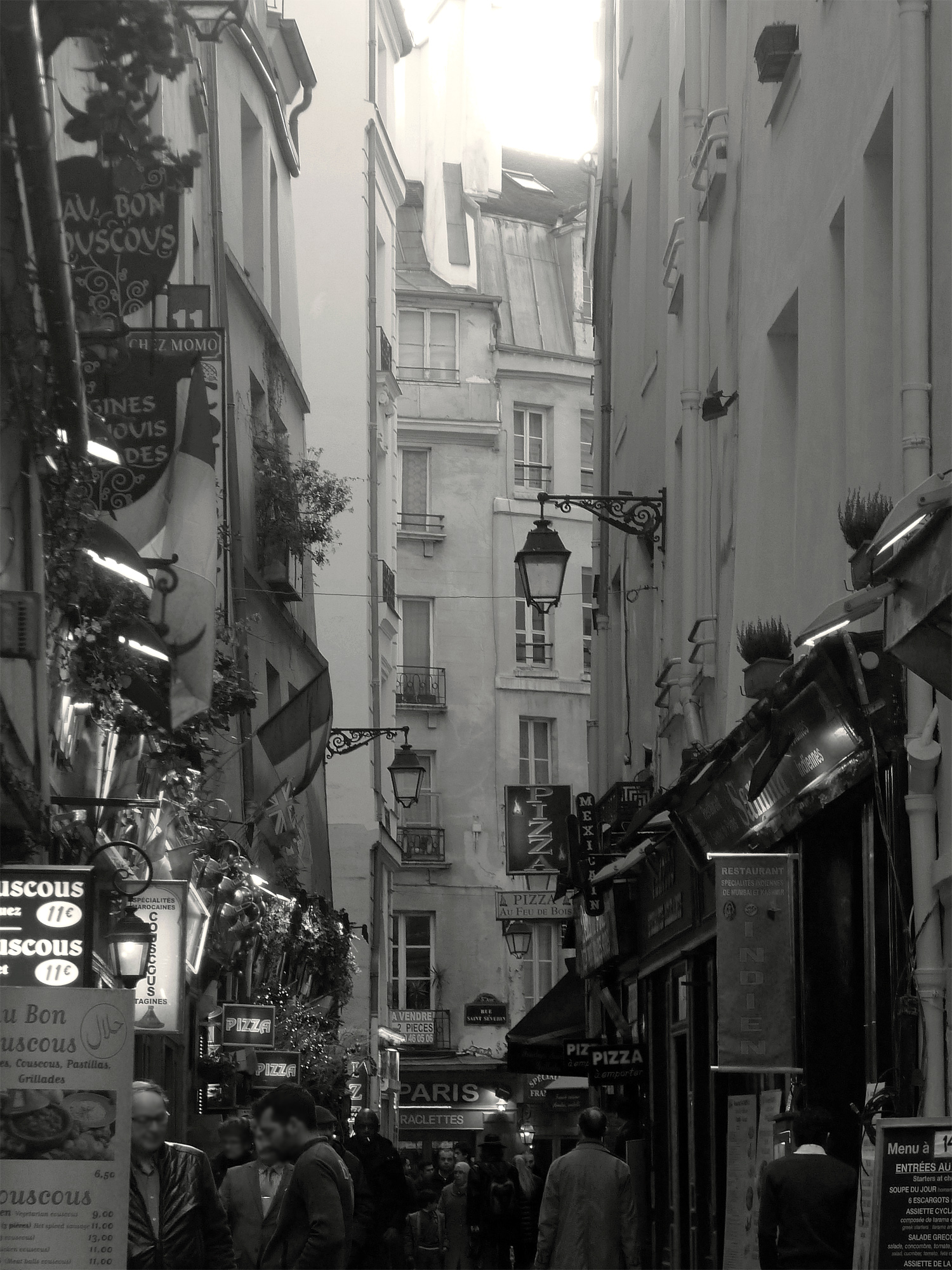
Une rue étroite et haute.

Au coin de la rue Saint-Séverin et de l'ancienne rue Zacharie (actuelle rue Xavier-Privas), à l'enseigne du Bon Médecin, se trouvait la boutique de François Mauriceau (1637-1709), célèbre chirurgien-accoucheur du Grand Siècle, qui indique cette adresse dans la page de titre de son fameux traité, Des maladies des femmes grosses et accouchées (1668),. En 1755 s'y trouvait la boutique du maître-tailleur Joseph Riollet, père de la graveuse Marie-Catherine Riollet.